# مسح
مسح (به انگلیسی: Touch) فیلمی محصول سال ۱۹۹۷ به کارگردانی پل شریدر و بر اساس رمانی به همین نام و نوشته شده در سال ۱۹۸۷ است. در این فیلم بازیگرانی همچون بریجیت فوندا، کریستوفر واکن، اسکیت اولریچ، تام آرنولد، جینا گرشان، لولیتا داویدوویچ، پل مازورسکی، کونچتا فرل و ویلیام نیومن ایفای نقش کرده‌اند و موسیقی متن آن اثر دیو گرول است.

## داستان
جوانی با نام جوونال قادر است با مسح بیماران آنها را از بیماریشان شفا دهد و این عمل هر بار آثار زخمی همانند جراحات مسیح بعد از مصلوب شدن را موقتاً روی بدنش ایجاد می‌کند.
مبلغی به نام بیل هیل، خسته از فروش کاراوان و پول درآوردن از این راه، تصمیم می‌گیرد از طریق این جوان کسب درآمد کند، پس خانمی از دوستانش را سراغ او می‌فرستد تا از در دوستی با او در بیاید. اما عشق از راه می‌رسد و نقشه‌های بیل را با مشکل مواجه می‌کند.

## بازیگران
اسکیت اولریچ در نقش جوونال
بریجیت فوندا در نقش لین
کریستوفر واکن در نقش بیل هیل
جینا گرشان در نقش دبرا
تام آرنولد ر نقش آگست موری
کونچیتا فرلی در نقش ویرجینیا وارل
ویلیام نیومن در نقش کورت کلی
جولی کوندرا در نقش شلی
برنت هینکلی در نقش آرنولد

## بازخورد
فیلم در راتن تومیتو از ۱۸ نقد امتیاز ۳۳ درصد و در متاکرتیک از چهارده نقد امتیاز ۵۶ از ۱۰۰ را دارا است و فیلم متوسط تا خوب توصیف شده‌است.